# Sihlhochstrasse
Die Sihlhochstrasse ist eine Brücke, welche in Zürich die sechsspurige Autobahn A3W vom Stadtrand bei Brunau über die Sihl nach Wiedikon führt. Die 1250 Meter lange Hochstrasse wurde in den Jahren 1969 bis 1973 gebaut.
Die Spannbetonbrücke besteht aus zwei nebeneinanderliegenden Hohlkästen mit gemeinsamer Fahrbahnplatte, die von Pfeilerpaaren im Sihlbett getragen werden. Der Pfeilerbachsabstand beträgt normalerweise 42,4 Meter. Für die Fundierung der Pfeiler wurden wegen des schlechten Baugrundes Bohrpfähle von 5 bis 30 Metern Länge verwendet. Der Überbau wurde mit einem mobilen Schalungsgerüst erstellt.
Die Brücke der Sihlhochstrasse wurde nicht fertiggestellt. An der Stelle, wo die Fortsetzung des Zürcher Expressstrassen-Y geplant war, wurde auf der Fahrbahnplatte eine Begrenzungsmauer erstellt. Das abrupte Autobahnende auf der Brücke war wiederholt Ort schwerer Unfälle.